# 彼得一世 (匈牙利)

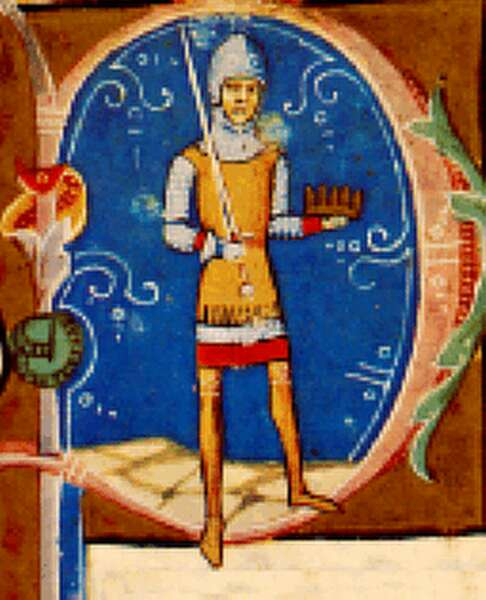
在匈牙利編年史中的彼得一世畫像

彼得一世（匈牙利語：Velencei Péter，1010年—1050年），又名奧爾塞奧羅·彼得，阿爾帕德王朝的匈牙利國王（1038年-1041年在位）及（1044年-1046年在位）。彼得一世為匈牙利第一任國王伊什特萬一世外甥，父親為威尼斯人歐托內·奧賽歐羅，母親為伊什特萬一世的妹妹。

## 生平

### 第一次執政
1026年，奧爾塞奧羅·彼得放棄跟隨父親出逃至君士坦丁堡，他去了匈牙利跟隨舅父伊什特萬一世，伊什特萬一世委任他為皇室軍隊的統帥。
1031年，伊什特萬一世唯一在世的兒子伊姆雷在一次狩獵中受傷早逝。伊什特萬一世的健康每況愈下。他的堂弟瓦祖爾本為最有資格的繼承人，因為他涉嫌偏向異教，伊什特萬一世不容許他繼位，所以立了彼得為繼承人。瓦祖爾被擒下並弄盲，三名兒子利雲特、安德烈 及貝拉被逐出匈牙利。伊什特萬一世於1038年8月15日逝世，彼得繼承王位。
彼得一世奉行伊什特萬一世的積極外交政策。1039年或1040年，匈牙利軍隊掠奪巴伐利亞，又於1040年幫助波希米亞公爵布熱季斯拉夫一世而入侵波希米亞以對抗神聖羅馬帝國皇帝亨利三世。匈牙利編年史敘述彼得愛與德意志人及意大利人為伍，這使他並不受他的臣民歡迎。他引入新稅種，掠奪教會收入及罷免了兩位主教。
彼得一世竟然大膽地沒收他的舅母女王吉澤拉的財產，並把她拘留。吉澤拉只好尋求匈牙利貴族的幫助，貴族們指責彼得一世的寵臣為君主的劣跡之一，並要求對此寵臣進行審判。當彼得一世拒絕了他們的要求，匈牙利貴族抓住此寵臣並殺害這個不受歡迎的顧問，並於1041年廢黜了君主彼得一世，他們選出了奧鮑·薩穆埃爾為新國王，奧鮑·薩穆埃爾有說是伊什特萬一世的外甥或他的妹夫。

### 流亡
彼得一世首先逃亡至奧地利尋求他的妹夫奧地利藩侯阿達爾伯特保護他。其後，他尋求皇帝亨利三世的幫助以推翻奧鮑·薩穆埃爾。1042年2月，匈牙利新君王奧鮑·薩穆埃爾入侵奧地利，但阿達爾伯特擊潰奧鮑·薩穆埃爾的部隊。1042年初，亨利三世開始了他對匈牙利的第一次遠征，他的軍隊推進至多瑙河以北直至斯洛伐克的赫龍河。皇帝計劃為彼得一世復位，但遭到當地人的強烈反對。因此，皇帝任命為匈牙利王族的另一個成員管理那些領土。1044年初夏，亨利三世再次回到匈牙利，很多匈牙利貴族加入皇帝的軍隊。兩軍在焦爾附近打了一場決定性的戰役，結果奧鮑·薩穆埃爾的軍隊被打敗，雖然奧鮑·薩穆埃爾逃離戰場，但是仍然給彼得一世的支持者擒獲被殺死。

### 第二次執政
奧鮑·薩穆埃爾死後，皇帝亨利三世進入塞克什白堡，並為彼得一世復位。彼得一世為了表明匈牙利成為帝國的一塊領地，在他的領土內引入巴伐利亞律法。1045年聖靈降臨節時，他亦接受了皇帝的宗主權，將他的王室長矛給予他的宗主神聖羅馬帝國皇帝（皇帝將長矛交還匈牙利）。當時許多陰謀推翻彼得一世的活動，表示他仍然不受歡迎。兩個國王伊什特萬一世母系表兄弟（Bolya和Bonyha）於1045年合謀對付彼得一世，但彼得一世將他們逮捕拷打，並處決。喬納德主教杰拉德邀請瓦祖爾流亡國外的兒子回國。1046年，通過異教平民的起義，結束了彼得一世第二次執政，彼得一世計劃再次逃往神聖羅馬帝國，但瓦祖爾的兒子安德烈一世邀請他去塞克什白堡開會。彼得一世很快就意識到安德烈一世的使節其實是想逮捕他。他逃到在扎莫伊一個設防的莊園，但是他對手的支持者仍然搶佔，並於三天後擒獲他。所有14世紀匈牙利編年史證明，彼得一世被弄盲，導致了他很快死去。然而，近現代布拉格的科斯馬斯引述波希米亞公爵布熱季斯拉夫一世的遺孀什文福的朱迪思被她的兒子放逐後，她逃往匈牙利與彼得一世於大約1055年結婚以“侮辱”她的兒子和所有波希米亞人。如果是後者的論述是可靠的，彼得一世應該倖存下來，並在1050年代後期才去世。彼得一世被安葬在佩奇大教堂。
| 彼得一世 (匈牙利) 阿爾帕德王朝出生于：1010年或1011年逝世於：1046年或1050年代 | 彼得一世 (匈牙利) 阿爾帕德王朝出生于：1010年或1011年逝世於：1046年或1050年代 | 彼得一世 (匈牙利) 阿爾帕德王朝出生于：1010年或1011年逝世於：1046年或1050年代 |
| 統治者頭銜                                                                   | 統治者頭銜                                                                   | 統治者頭銜                                                                   |
| ---------------------------------------------------------------------------- | ---------------------------------------------------------------------------- | ---------------------------------------------------------------------------- |
| 前任者： 伊什特萬一世                                                        | 匈牙利國王 1038年–1041年                                                     | 繼任者： 奧鮑·薩穆埃爾                                                       |
| 前任者： 奧鮑·薩穆埃爾                                                       | 匈牙利國王 1044年–1046年                                                     | 繼任者： 安德烈一世                                                          |